# Primordia Coenobii Gandersheimensis
Composti dopo la morte dell'imperatore Ottone I, cioè dopo il 973, i 594 esametri de Le origini del convento di Gandersheim (Primordia Coenobii Gandersheimensis) sono l'ultima opera di Rosvita; se da un lato si legano al poema epico, di cui costituiscono una sorta di antefatto, dall'altro si riallacciano anch'essi ai poemetti e ai drammi per l'idealizzazione eroica di alcuni personaggi, vere incarnazioni  della virtù cristiana, e per la presenza dell'elemento miracoloso interpretato in chiave provvidenziale.
La poetessa riesce a calare il lettore nell'atmosfera un po' rarefatta del convento, di cui racconta la felice storia dalla fondazione nell'856 fino al 919, l'anno della morte di Cristina, terza badessa, succeduta alle sorelle maggiori Atumonda e Gerberga I.
Se Rosvita si ferma oltre mezzo secolo prima della sua epoca, è probabilmente perché i suoi non sono più tempi di serenità e di pace. Rosvita tace sui suoi tempi e ne soffre, ma il suo silenzio non è una resa; indica infatti con chiarezza i modelli di vita ai quali le consorelle dovrebbero attenersi.
Nell'ultima opera la poetessa rivela una maggiore eleganza nello stile e una maggiore padronanza della lingua; i Primordia quindi si possono considerare la degna conclusione dell'attività letteraria e il frutto più maturo della sua carriera